# HMS Cowdray (L52)
«Кодроу» (L52) (англ. HMS Cowdray (L52) — військовий корабель, ескортний міноносець типу «Хант» «II» підтипу Королівського військово-морського флоту Великої Британії за часів Другої світової війни.

## Історія служби
«Кодроу» закладений 30 квітня 1940 року на верфі компанії Scotts Shipbuilding and Engineering Company, у Гріноку. 22 липня 1941 року спущений на воду, а 29 липня 1942 року увійшов до складу Королівських ВМС Великої Британії.
Ескортний міноносець «Кодроу» нетривалий термін (лише 3 місяці) брав участь у бойових діях на морі в Другій світовій війні, бився біля берегів Північної Африки та Італії, супроводжував арктичні та середземноморські конвої. Підтримував висадку військ в операції «Смолоскип». 8 листопада 1942 року під час патрулювання алжирського узбережжя в зоні висадки морського десанту союзників піддався потужній повітряній атаці німецької авіації. Корабель зазнав серйозних структурних пошкоджень і перебував на капітальному ремонті у 1942—1944 роках. Тільки у серпні 1944 року завершив повний курс відновлювальних робіт та повернувся до строю. У середині 1945 року планувався до служби на Далекому Сході, але пробув там декілька тижнів і в листопаді 1945 року повернувся до Англії.
За проявлену мужність та стійкість у боях бойовий корабель заохочений п'ятьма бойовими відзнаками.
У січні 1950 року ескортний міноносець «Кодроу» переведений до складу Резервного флоту Британії. У цей час залучався до рятувальних робіт на місці морської аварії підводного човна «Трукулент», який затонув у наслідок зіткнення зі шведським нафтовим танкером «Дівіна» в естуарії Темзи.